# Nizamettin Çalışkan
Nizamettin Çalışkan (Hagen, 20 marzo 1987) è un calciatore turco, centrocampista del Bucaspor 1928.

## Carriera
Ha iniziato a giocare nel 2004 nel Borussia Dortmund, con la quale ha ben presto firmato un contratto diventando un giocatore professionista.

## Palmarès

### Club

#### Competizioni nazionali
- TFF 2. Lig: 1

Manisa: 2020-2021 (Gruppo bianco)